# Rezerwat przyrody Budzisk
Rezerwat przyrody „Budzisk” – leśny rezerwat przyrody położony na terenie gmin Supraśl, Czarna Białostocka i Sokółka w województwie podlaskim. Leży w granicach Parku Krajobrazowego Puszczy Knyszyńskiej.
Celem ochrony rezerwatu jest zachowanie fragmentu Puszczy Knyszyńskiej z naturalnymi zbiorowiskami leśnymi, torfowiskowymi, łąkowymi i źródliskowymi.
Zajmuje powierzchnię 341,00 ha (akt powołujący podawał 14,33 ha, w 1987 rezerwat powiększono do 328,51 ha).